# Scharenberg (Bad Harzburg)
Der Scharenberg ist ein bis etwa 270 m ü. NHN hoher Berg in Schlewecke und Bündheim auf dem Gebiet der Stadt Bad Harzburg im niedersächsischen Landkreis Goslar.

## Geographie

### Lage
Der Scharenberg erhebt sich im Nördlichen Harzvorland im Norden des Naturparks Harz. Nach Westen wird er durch das Tal der Gläsecke zum geologisch identischen Langenberg (304 m) abgegrenzt. In Richtung Süden leitet die Landschaft zur Nordabdachung des Mittelgebirges Harz und nach Südosten durch jenes der Radau zum etwa 2 km (jeweils Luftlinie) vom Gipfel entfernten Butterberg (ca. 325 m) über.
Mit dem westlich direkt angrenzenden Langenberg und dem etwas weiter östlich gelegenen Hornberg/Butterberg ist der Scharenberg Teil der Harznordrandverwerfung, einer geologisch bedeutenden Aktivitätszone aus der Unterkreide.

### Naturräumliche Zuordnung
Der Langenberg gehört in der naturräumlichen Haupteinheitengruppe Nördliches Harzvorland (Nr. 51), in der Haupteinheit Harzrandmulde (510), in der Untereinheit Harzburger Harzvorland (5101) und dessen Teilgebiet Vorberge des nördlichen Oberharzes (5101.4) zum Naturraum Harzburg-Goslarer Vorberge (5101.40).

## Namensgebung
Der 1666 als Scharen Berg erwähnte Höhenzug leitet seinen Namen wahrscheinlich von althochdeutsch scara bzw. mittelhochdeutsch schar ab, was im Kontext zu Scharwerk steht. Folglich ist der Scharenberg ein Berg, der gegen ein Entgelt für gewisse Dienste genutzt werden konnte. Ein Bezug zum altfränkischen scara „Grenze“ ist ausgeschlossen, da der Scharenberg nie eine Grenze zwischen zwei Gemeinden bildete und auch geologisch weniger markant als andere hercynische Nachbargebirge wie der Langenberg ist.

## Trivia
- Die Scharenbergsiedlung ist nach dem Berg benannt.